# نامه ۴۷ سناتور جمهوری‌خواه
نامهٔ سرگشادهٔ ۴۷ سناتور جمهوری‌خواه مجلس سنای ایالات متحدهٔ آمریکا به رهبران ایران که در آن اعلام شده‌است هرگونه توافق هسته‌ای با ایران پس از پایان دورهٔ ریاست جمهوری باراک اوباما معتبر نخواهد بود.

این نامهٔ سرگشاده که توسط تام کاتن سازماندهی شده بود و به امضای رهبر حزب جمهوری‌خواه سنا و همچنین مارکو روبیو از نامزدهای احتمالی انتخابات ریاست‌جمهوری ایالات متحده آمریکا (۲۰۱۶)، تد کروز و رند پال درآمده بود، با هدف منصرف کردن دولت ایران از امضای توافق هسته‌ای و همچنین اعمال فشار به کاخ سفید برای دادن اختیار به کنگره برای نظارت بر توافق هسته‌ای با ایران نوشته شده بود و در ۹ مارس ۲۰۱۵ به ایران ارسال شد. در بخشی از این نامه خطاب به مقامات ایران آمده‌است:

با مشاهدهٔ مذاکرهٔ هسته‌ای شما با دولت ما، احساس کردیم که شاید شما سازوکار قانونگذاری ما را کاملاً درک نکرده‌اید ... هر چیزی که توسط کنگره تصویب نشود تنها یک توافق اجرایی است. رئیس جمهور بعدی می‌تواند چنین توافقی را با حرکت یک خودکار لغو کند و کنگره‌های بعدی می‌تواند مفاد توافق را در هر زمانی تغییر دهد.

این نامه آخرین حرکت قانونگذاران کنگرهٔ آمریکا برای تأثیر گذاشتن بر روند مذاکرات هسته‌ای است.

## واکنش‌ها به نامهٔ ۴۷ سناتور
نامهٔ مزبور، موجی از عکس‌العمل‌های جهانی در پی داشته‌است.

### واکنش رهبر ایران
آیت الله سید علی خامنه‌ای نامهٔ ۴۷ سناتور آمریکایی دربارهٔ مذاکرات هسته‌ای ایران را حاوی نشانه‌های متعدد فروپاشی اخلاق سیاسی در نظام آمریکا دانست:

همهٔ کشورهای جهان طبق مقررات پذیرفته شدهٔ بین‌المللی، پس از تغییر دولت‌هایشان نیز به تعهدات خود پایبندند اما سناتورهای آمریکایی رسماً اعلام می‌کنند اگر این دولت برود تعهدات او کأن لم یکن تلقی می‌شود.

### واکنش اوباما
رئیس جمهور آمریکا مستقیماً در برابر نامهٔ اخیر جمهوری‌خواهان به رهبران ایران دربارهٔ مذاکرات هسته‌ای موضع‌گیری کرده‌است. به نوشتهٔ واشنگتن پست، باراک اوباما اقدام ۴۷ سناتور جمهوری‌خواه را مایهٔ شرمساری دانسته است. وی اظهار داشت:

من برای آن‌ها متأسفم. آن‌ها برای رهبران کشوری نامه نوشته‌اند که می‌گویند دشمن بزرگ ماست و استدلال اصلی مطرح از سوی آن‌ها نیز این است که با رئیس جمهور ما معامله نکنید، زیرا نمی‌توانید دربارهٔ توافق به وی اعتماد کنید.

### عکس‌العمل وزیر امور خارجهٔ ایران
محمدجواد ظریف وزیر امور خارجه ایران اعلام کرده‌است که توافق احتمالی ۱+۵ و ایران در خصوص موضوع هسته‌ای در یک قطعنامهٔ فصل هفتمی منشور سازمان ملل متحد مورد تأیید قرار می‌گیرد و در نتیجه به یک توافق بین‌المللی و الزام‌آور برای همه دولت‌ها تبدیل می‌شود.

### انتقاد شدید معاون رئیس جمهوری آمریکا
جو بایدن از نامه ۴۷ سناتور آمریکایی به ایران دربارهٔ توافق هسته‌ای بشدت انتقاد کرد و آن را نامه‌ای بشدت گمراه‌کننده خواند. وی هدف از آن را تضعیف رئیس جمهوری کنونی در بحبوحهٔ مذاکرات حساس بین‌المللی عنوان کرده گفت این نامه بسیار پایین‌تر از شأن نهادی است که برای آن احترام قائل هستم.
وی در بیانیهٔ خود خاطرنشان کرده این نامه توانایی رؤسای جمهور آیندهٔ آمریکا، اعم از جمهوری‌خواه یا دموکرات را برای مذاکره با کشورهای دیگر به نمایندگی از آمریکا محدود می‌کند. او در واکنش به بخشی از نامهٔ سناتورها که مدعی شده‌اند کنگره می‌تواند توافقنامه‌های بین‌المللی قوهٔ مجریه را باطل اعلام کند، یادآور شد:

همان‌طور که نویسندگان این نامه می‌دانند بخش اعظمی از تعهدات بین‌المللی ما بدون تصویب کنگره اجرایی می‌شوند.

جو بایدن تصریح کرده در صورتی که ایران و گروه ۱+۵ به توافق برسند نیز همین رویه حاکم خواهد بود. وی توافق بین آمریکا و روسیه برای نابودی سلاح‌های شیمیایی سوریه را یکی از جدیدترین مثال‌های توافقنامه‌هایی دانسته که در کنگره به تصویب نرسیده اما اجرایی شده‌اند. به رسمیت شناختن جمهوری خلق چین، حل مسئلهٔ گروگان‌گیری دیپلمات‌های آمریکایی در ایران و اتمام جنگ ویتنام نیز موارد دیگری بوده‌اند که همگی بدون تصویب کنگره به اجرا در آمده‌اند.

معاون رئیس جمهور آمریکا در انتقاد از اقدام سناتورها نوشته:

طی دورهٔ ۳۶ سالهٔ حضور در مجلس سنا مورد دیگری را به خاطر نمی‌آورد که سناتورها به کشوری دیگر توصیه کرده باشند که رئیس جمهور کشورشان اختیار رسیدن به تفاهم معنادار با آن‌ها را ندارد.

بایدن با بیان اینکه «راه حل بی‌نقصی برای رفع تهدیدهای برنامهٔ هسته‌ای ایران وجود ندارد»، وضع محدودیت‌های مهم و قابل راستی‌آزمایی از روش‌های دیپلماتیک بر برنامه هسته‌ای ایران را بهترین راه حل دانسته و افزوده:

نامهٔ سناتورها قصد دارد مقامات ایران را برای عدم رسیدن به چنین تفاهمی ترغیب کند.

بایدن در بخش دیگری از این بیانیه تأکید می‌کند:

در صورتی که مذاکرات شکست بخورد آمریکا سرزنش خواهد شد و ما تمام نقاط منفی را از آن خود خواهیم کرد و برنامهٔ هسته‌ای ایران که فعلاً متوقف شده بار دیگر به جلو حرکت خواهد کرد.

### انتقاد شدید وزیر امور خارجه آلمان
به گزارش دویچه وله، اشتاین مایر در دیدار با جان کری، نامهٔ ۴۷ سناتور آمریکایی دربارهٔ برنامهٔ اتمی ایران را فراتر از «اختلافات داخلی» آمریکا دانست و گفت:

این کار، ایران را نسبت به جدی بودن غرب، بی‌اعتماد می‌کند.

### جان کری: دربارهٔ نامهٔ ۴۷ سناتور به ظریف توضیح می‌دهم
جان کری در پاسخ به این سؤال که آیا به هنگام دیدار با محمدجواد ظریف وزیر امور خارجه ایران به دلیل نامهٔ ۴۷ سناتور آمریکایی، عذرخواهی خواهد کرد یا خیر؟ گفت:

از اقدام مغایر با قانون اساسی و بررسی‌نشده از سوی فردی که به مدت ۶۰ روز یا همین حدود در کنگره حضور دارد، عذرخواهی نخواهم کرد اما دربارهٔ نامه ۴۷ سناتور به ظریف توضیح می‌دهم. برای مذاکره‌کنندگان ایرانی و دیگر اعضای گروه ۱+۵ توضیح خواهم داد که کنگره حق تغییر توافق اجرایی را ندارد. ممکن است رئیس جمهوری دیگری در آمریکا نظر متفاوتی داشته باشد اما اگر به وظیفهٔ خود به خوبی عمل کنیم به سود همهٔ این کشورهاست که از صلح‌آمیز بودن برنامهٔ هسته‌ای ایران اطمینان کسب کنیم.